# Langwellensender Lahti

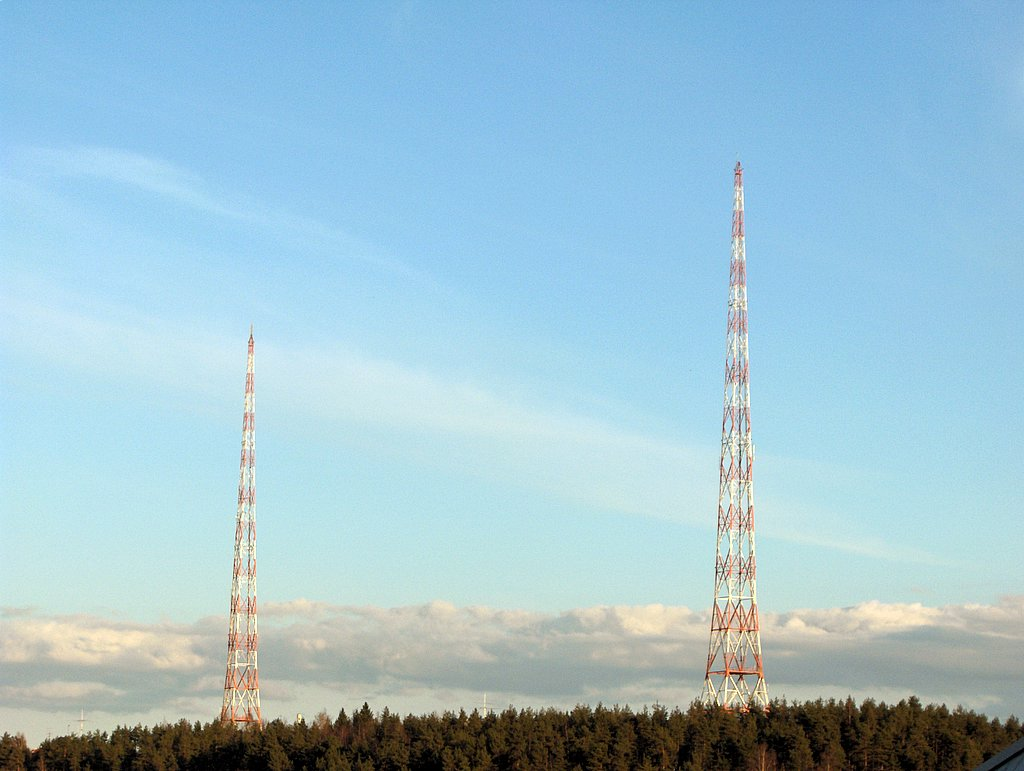
Die beiden Sendetürme des Langwellensenders in einer anderen Ansicht (2006)

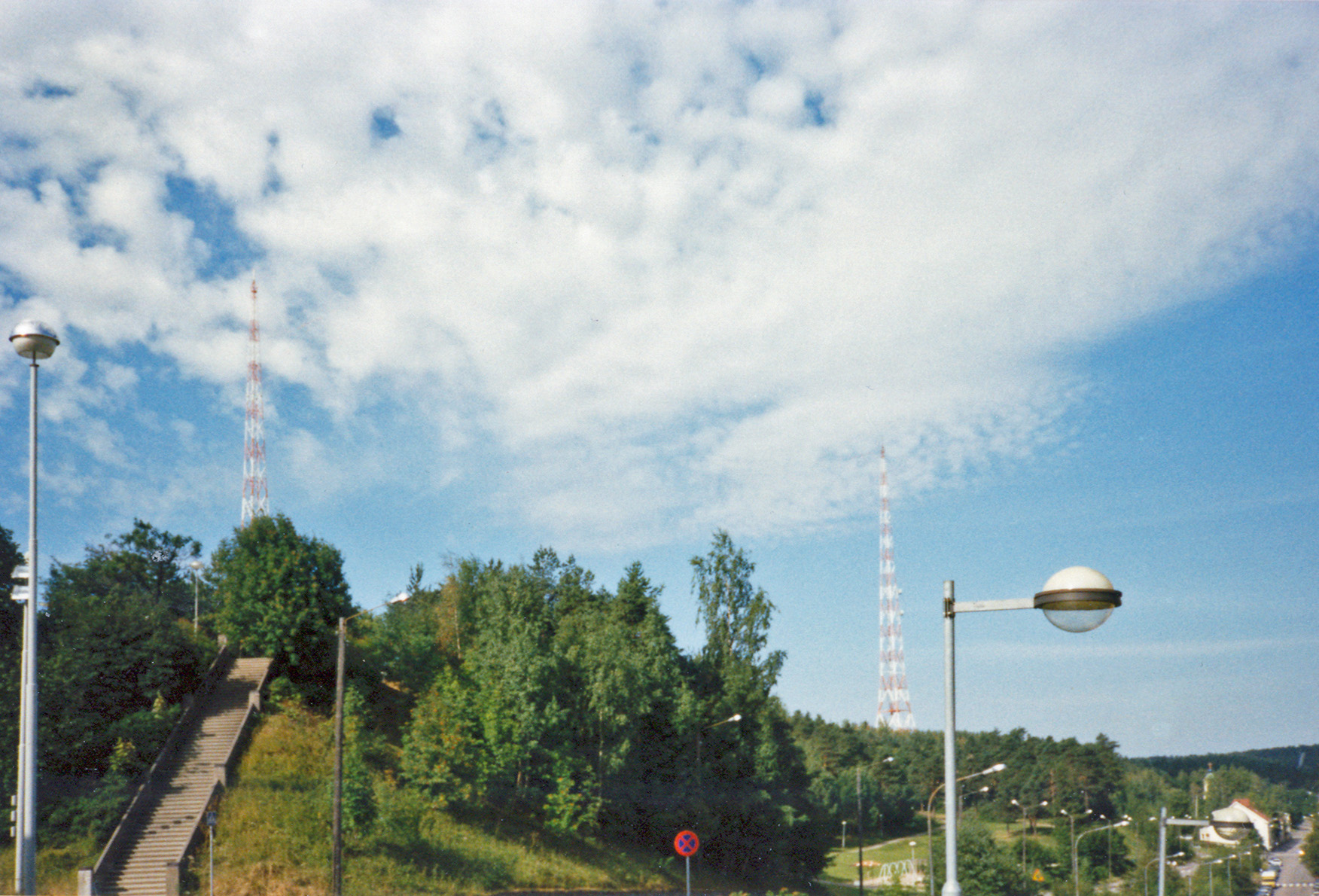
Die beiden Sendetürme von der Stadt gesehen im Jahre 1989 (zu dieser Zeit noch in Betrieb)

Der Langwellensender Lahti ist eine Langwellen-Sendeanlage der finnischen öffentlich-rechtlichen Rundfunkanstalt Yleisradio (YLE) etwa 100 km nordöstlich der Hauptstadt Helsinki in Lahti. Dieser Langwellen-Sender war von 1928 bis 1993 in Betrieb und ist heute ein Rundfunkmuseum. Die das Stadtbild von Lahti prägenden Masten gelten als lokales Wahrzeichen.

## Geschichte
Der Langwellensender Lahti wurde ziemlich genau ein Jahr nach Gründung von YLE zwischen dem 24. September und dem 26. November 1927 von der Firma Hein, Lehmann & Co. aus Berlin errichtet. Wie in zahlreichen anderen Ländern waren auch in Finnland Langwellensender die ersten Rundfunksender, die in Betrieb gingen.
Er verwendete dabei als Sendeantenne eine T-Antenne, die zwischen zwei 150 m hohe freistehende Stahlfachwerktürme über eine Länge von 316 m gespannt war und wurde am 22. April 1928 erstmals in Betrieb genommen. Die erste Sendefrequenz war 167 kHz, der erste Sender mit 40 kW Sendeleistung (anfangs jedoch aus Einsparungsgründen nur mit 25 kW betrieben) stammte von Telefunken aus dem damaligen Deutschen Reich.
Mit dem Luzerner Wellenplan von 1932, der 1934 in Kraft trat, wurde die Frequenz auf 166 kHz korrigiert, doch ab 1935 hatte Lahti unglücklicherweise mit „Moskau Komintern“ auf 172 kHz den damals stärksten Rundfunksender der Welt als Nachbarn auf der Skala. Die 1939 in Großbritannien bestellten vier Marconi-Sender mit je 150 kW wurden aufgrund des Winterkrieges gegen die Sowjetunion und dem Fortsetzungskrieg als Teil des Zweiten Weltkriegs nicht geliefert.
Die Leistung sämtlicher Anlagen von Yleisradio wurde im Jahre 1939 einer allgemeinen internationaler Entwicklung folgend erhöht, sodass Lahti 150 kW, Turku 40 kW und Viipuri (heute Wyborg) 20 kW aufweisen konnten. Ab 1943 sendete Kuopio mit 30 kW und Rovaniemi schloss sich dem Sendernetz mit 15 kW an, als deutsche Truppen hier ihren eigenen Sender aufgebaut hatten und auch Programme in finnischer Sprache ausstrahlten.
Der Sender Lahti wurde mit Beginn des von der Sowjetunion bewusst ausgelösten Winterkrieges 1940 von Moskau mit Störsendern belegt, welche die Programme wie ein Schatten verfolgten. Dabei trugen die sowjetische Propaganda auf Finnisch und das reguläre finnische Programm aus Helsinki auf der Langwellen-Skala um die Frequenz von Lahti herum einen eigenen Krieg aus, der nicht weniger erbittert war als jener der jeweiligen Soldaten an der Front.
Um die später weiter in die Nähe der finnischen Grenze verlegten sowjetischen Störsender zu umgehen, wurde in Lahti ein System entwickelt, das beim Entdeckung des Gegenprogramms aus der Sowjetunion den Langwellensender sofort die Frequenz wechseln ließ. Dies wurde jedoch an der Front anders als ursprünglich gedacht nicht so gut angenommen, da das Signal zu viel Schwund (Fading) aufwies und so schwerer zu empfangen war.
Überliefert ist dabei nach folgende Begebenheit nach dem Ende des Winterkrieges 1940: Als die sowjetische Delegation für die Friedensverhandlungen beim Sender Lahti eintraf, wollte diese gerne wissen wie der plötzliche Wechsel von der Nominal-Frequenz möglich gemacht wurde. Als ihr die entsprechende Ausrüstung mit einem alten Grammophon und einigen elektrischen Schaltern sowie Kabeln gezeigt wurde, wollte diese keine weiteren Fragen mehr dazu stellen.
Von 1938 bis 1949 standen in Lahti zusätzlich zum recht großen aber nie mit besonders hoher Leistung versehenen Langwellensender auch 4 Kurzwellensender mit je 100 kW, die ab 1939 Programme vor allem in Richtung der Vereinigten Staaten verbreiteten. Dieses Provisorium endete jedoch mit dem Abbau der vier KW-Anlagen, als YLE den Sendestandort Pori an der Westküste neben den hier betriebenen Mittelwellensendern zum Kurzwellen-Sendezentrum ausbauen ließ.
Im Jahre 1950 wurde der Sender Lahti im Rahmen des Kopenhagener Wellenplans von 1948, der die Kriegsverliererstaaten benachteiligte, mit 254 kHz auf das andere Ende der LW-Skala verwiesen. Der ab 1990 zuletzt auf 252 kHz arbeitende Sender hatte seit 1953 mit zwei je 100 kW starken Sendeeinheiten insgesamt 200 kW und war aufgrund der günstigen Ausbreitungsbedingungen über der Ostsee vor allem in den Abendstunden auch in Norddeutschland zu empfangen.
Der Langwellensender Lahti wurde am 31. März 1993 stillgelegt, nachdem Yleisradio beschlossen hatte, die Ausstrahlung von Rundfunk-Programmen auf Langwelle einzustellen.

## Heutige Nutzung
Heute wird die Anlage seit der Abschaltung 1993 als Rundfunkmuseum genutzt, wobei die beiden in rot-weiß gehaltenen Türme weiter stehen und ein das Stadtbild bestimmendes lokales Wahrzeichen darstellen.
Einige Jahre nach Entfernung der Langwellendrahtantenne zwischen den beiden Masten, wurde der Mast 2 mit Antennen zur Ausstrahlung von UKW-Radioprogrammen versehen. Dabei werden aktuell (Stand 2021) folgende Programme ausgestrahlt:

### Analoger Hörfunk (UKW)
| Frequenz | RDS-PS   | Programm           | Leistung |
| -------- | -------- | ------------------ | -------- |
| 88.7     | HitMix   | HitMix             | 0,2 kW   |
| 98.6     | VOIMA    | Radio Voima        | 1 kW     |
| 101.5    | MeNaiset | Me Naiset Radio    | 1 kW     |
| 102.0    | CITY     | Radio City (Lahti) | 0,2 kW   |
| 103.0    | AITO ISK | Aito Iskelmä       | 0,5 kW   |
| 105.0    | BASSO    | Basso              | 0,5 kW   |

Die weiteren Programme sowie DVB-T werden von einem gewöhnlichen Sendemast im Stadtteil Hollola ausgestrahlt. Mast 2 ist mittlerweile ebenfalls Träger einiger Mobilfunkantennen.

## Ehemalige Langwellenfrequenzen
- 1928–1934: 167 kHz
- 1934–1946: 166 kHz
- 1946–1950: 160 kHz
- 1950–1990: 254 kHz
- 1990–1993: 252 kHz